# سیارک ۱۳۹۰۴
سیارک ۱۳۹۰۴ (به انگلیسی: 13904 Univinnitsa، نامگذاری:1975TJ3) سیزده هزار و نهصد و چهارمین سیارک کشف شده‌است که در ۳ اکتبر ۱۹۷۵ کشف شد.
قدر مطلق سیارک برابر ۲۶.۹ است.